# Hamptophryne alios
Altigius alios е вид жаба от семейство Microhylidae.

## Разпространение
Видът е разпространен в Боливия и Перу.